# آر في سي إيه
آر في سي إيه (بالإنجليزية: RVCA)‏ هي شركة ملابس مقرها كوستا ميسا، كاليفورنيا مملوكة لشركة بوردريدرز.